# منزل الفناء الصيني

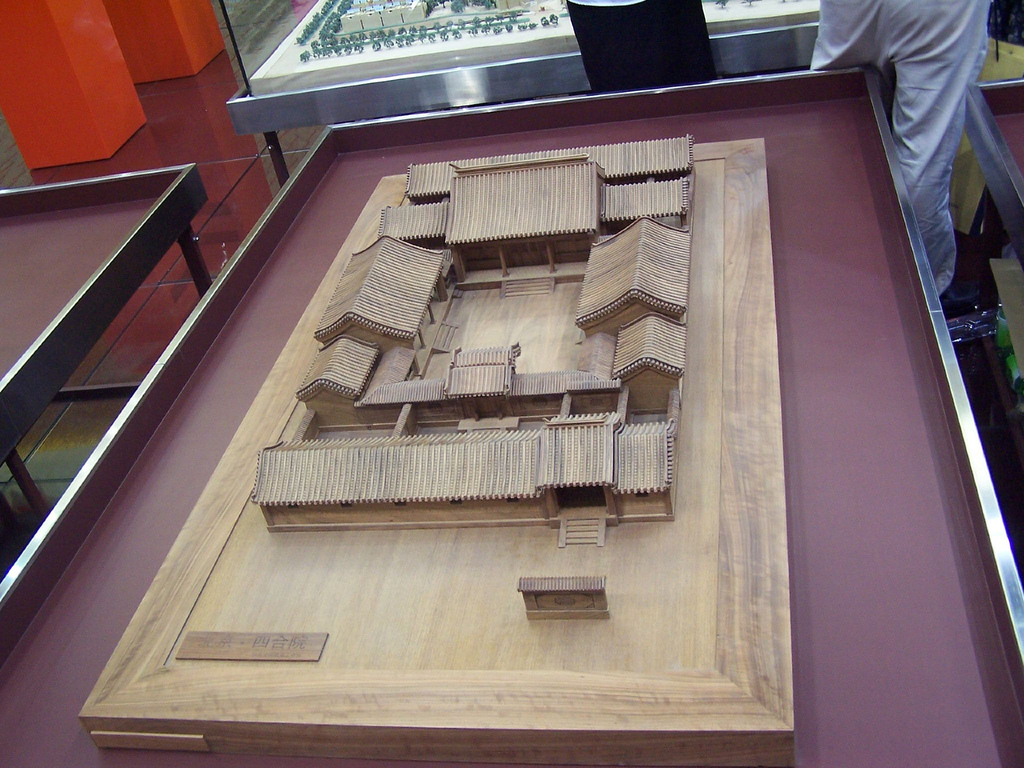
A model of a siheyuan

البيت الرباعي (siheyuan) هو نتيجة التطور الطبولوجي الذي بدأ في القرن الثاني عشر وكون حتى الثمانميات هيكل العديد من مدن شمال ووسط الصين، بما فيها العاصمة بكين وشيآن. هو ترجمة للعمارة التقليدية الصينية التي تعتمد على التنظيم الاجتماعي للأسرة الموسعة، التي تصل أحياناً إلى 100 شخص.
الجدران الرباعية الخارجية المغلقة يتم ترتيبها وفقا لتسلسل صارم من القاعات ذات الهيكل الخشبي حول ساحة مركزية تحيط بهاممرات معمدة، استخدام هذا الفراغ يستند على ترتيب ألفناءات التي تواجه جميع البيئات.
مفهوم الفناء مرتبط بفكرة المركز كمكان للعلاقات الاجتماعية، ولا يتغير بتغير احتياجات أفراد الأسرة وهو مخطط يقدم نموذج معماري جاهد.